# Klaus-Peter Schulz
Klaus-Peter Schulz (* 2. April 1915 in Berlin; † 15. November 2000 ebenda) war ein deutscher Politiker (SPD/CDU). Er war erst für die SPD Mitglied der Landesparlamente von Baden-Württemberg und Berlin, bis er 1965 in den Deutschen Bundestag einzog. Nach Differenzen mit der SPD trat er 1971 aus dieser aus und der CDU bei, zu deren Bundestagsfraktion er bis zu seinem Ausscheiden aus dem Bundestag 1976 gehörte.

## Leben
Schulz war Sohn des Reichstagsabgeordneten Heinrich Schulz (1872–1932). Sein Vater war außerdem von 1919 bis 1927 Staatssekretär im Reichsinnenministerium, im Jahr 1919 war er Vizepräsident der Verfassungsgebenden Deutschen Nationalversammlung und gehörte dem Reichstag von 1912 bis 1930 an.
Klaus-Peter Schulz besuchte von 1925 bis 1930 das Grunewald-Gymnasium und anschließend bis 1933 das Französische Gymnasium in Berlin. Nach dem Abitur erlernte er den Beruf des Redakteurs. Von 1935 bis 1939 arbeitete Schulz als Ressortleiter bei der Kreuzzeitung. Parallel studierte er ab 1936 an den Universitäten in Berlin und Greifswald Medizin. Im Jahr 1944 legte er die Prüfung ab, ein Jahr später die Promotion. Von 1937 bis 1945 war er als Unterarzt der Reserve Mitglied der Wehrmacht, allerdings nicht an kriegerischen Ereignissen beteiligt.
Ab 1946 betätigte er sich wieder bei verschiedenen Zeitungen und Radiosendern. Er war Redakteur beim Tagesspiegel in Berlin und Chefredakteur der Zeitung Der Sozialdemokrat. Außerdem gab er von 1948 bis 1949 die Wochenzeitschrift Debatte heraus. Bis in die 1960er Jahre arbeitete er weiterhin für den Rundfunk, so war er von 1960 bis 1963 Berlin-Korrespondent des Südwestfunks und von 1962 bis 1966 Leiter des Berliner Büros der Deutschen Welle. Eine Willy-Brandt-Biographie veröffentlichte er 1961 unter dem Pseudonym Jan Peter Berkrandt, andere Texte unter Ludwig Loy und Georges Zurga.
Im Jahr 1978 wurde Schulz wegen Kindesmisshandlung zu zehn Monaten Haft ohne Bewährung verurteilt.

## Politik
Schulz war bereits 1931 der SPD beigetreten, der er bis zum Verbot durch die Nationalsozialisten 1933 angehörte. Nach dem Ende des Zweiten Weltkrieges trat er 1945 erneut in die SPD ein. Im Jahr 1950 wurde er Mitglied der Europa-Union. Von 1952 bis 1956 war er Mitglied des ersten Landtags von Baden-Württemberg und von Februar 1963 bis September 1965 des Berliner Abgeordnetenhauses. Anschließend war er als Vertreter Berlins Abgeordneter im Deutschen Bundestag, dem er für drei Wahlperioden von 1965 bis 1976 angehörte. Während dieser Zeit war er auch 1970 Mitglied des Präsidiums der Europa-Union. Seit dem 14. Oktober 1971 war Schulz fraktionslos, nachdem er aus der SPD-Fraktion aufgrund von Differenzen mit der Parteispitze ausgetreten war. Nachdem er bereits Probleme mit der Ostpolitik von Willy Brandt kund gegeben hatte, trat er schließlich aus der SPD aus, nachdem die Partei seine Initiative zur Direktwahl der deutschen Abgeordneten ins Europäische Parlament blockierte. Er traf sich daraufhin mit Rainer Barzel, dem damaligen Vorsitzenden der CDU/CSU-Bundestagsfraktion und trat dieser am 19. Oktober 1971 bei. In der fünften Wahlperiode war Schulz von Januar 1967 bis Oktober 1968 noch stellvertretendes Mitglied des Auswärtigen Ausschusses, dem er anschließend bis zum Ende der Wahlperiode als ordentliches Mitglied angehörte. In der sechsten und siebten Wahlperiode gehörte er dem Auswärtigen Ausschuss wieder als stellvertretendes Mitglied an. Von 1973 bis 1977 war Schulz zudem noch Mitglied des Europäischen Parlaments (MdEP).

## Veröffentlichungen
- Die Insel der Freiheit. Offenbach am Main, 1948.
- Sorge um die Deutsche Linke. Köln/Berlin, 1954.
- Luther und Marx im Spannungsfeld unserer Zeit. Stuttgart/Köln, 1956.
- Opposition als politisches Schicksal. Köln, 1958.
- Kurt Tucholsky. Hamburg, 1959.
- Willy Brandt. Schicksalsweg eines deutschen Politikers. 1961
- Berlin zwischen Freiheit und Diktatur. Berlin, 1962.
- Proletarier - Klassenkämpfer - Staatsbürger. 100 Jahre deutsche Arbeiterbewegung. München, 1963.
- Auftakt zum Kalten Krieg. Der Freiheitskampf der SPD in Berlin 1945-46. Berlin, 1965.
- Der Reichstag gestern - morgen. Berlin, 1969.
- Ich warne. Stuttgart, 1972.
- Die ehrbaren Erpresser. Freiburg im Breisgau/Basel/Wien, 1976.
- Berlin und die Berliner. Freiburg im Breisgau/Basel/Wien, 1977.
- Die Liebe ist der Sinn. Berlin, 1980.
- Ein perfekter Rufmord. Tatsachenbericht über die Ausschaltung eines Unbequemen. Berlin, 1984.
- Adenauers Gegenspieler. Begegnungen mit Kurt Schumacher und Sozialdemokraten der ersten Stunde. Freiburg im Breisgau, 1989.
- Authentische Spuren. Begegnungen mit Personen der Zeitgeschichte. Boppard am Rhein, 1993.